# Ouratea cernuiflora
Ouratea cernuiflora är en tvåhjärtbladig växtart som beskrevs av Noel Yvri Sandwith. Ouratea cernuiflora ingår i släktet Ouratea och familjen Ochnaceae. Inga underarter finns listade i Catalogue of Life.